# The Daring Years
The Daring Years é um filme mudo dos Estados Unidos de 1923, do gênero melodrama, dirigido por Kenneth Webb e produzido por Daniel Carson Goodman. O filme é estrelado por Mildred Harris, Clara Bow, Charles Emmett Mack e Tyrone Power, Sr.. O filme é atualmente considerado perdido.

## Elenco
- Mildred Harris ... Susie LaMotte
- Charles Emmett Mack ... John Browning
- Clara Bow ... Mary
- Mary Carr ... Mrs. Browning (mãe do John)
- Joe King ... Jim Moran
- Tyrone Power, Sr. ... James LaMotte (pai de Sisie)
- Richard "Skeets" Gallagher ... College boy
- Jack Richardson ... Flagier
- Joseph Depew ... LaMotte brother
- Helen Rowland ... LaMotte sister
- Sam Sidman ... Curly